# تيم سيفي
تيم سيفي (بالألمانية: Tim Seyfi)‏ هو ممثل ألماني وتركي، ولد في 10 أغسطس 1971 في تركيا.

## أعمال

### أفلام
- (2004) وجها لوجه[5]
- (2010) فنسنت يريد الإبحار[6]

## وصلات خارجية
- تيم سيفي على موقع IMDb (الإنجليزية)
- تيم سيفي على موقع ألو سيني (الفرنسية)
- تيم سيفي على موقع أول موفي (الإنجليزية)
- تيم سيفي على موقع ديسكوغز (الإنجليزية)
- تيم سيفي على موقع قاعدة بيانات الفيلم (الإنجليزية)
- تيم سيفي على موقع كينوبويسك (الروسية)